# Johan Forsander
Johan Forsander, född 6 maj 1795 i Jönköping, död 8 juli 1866 i Växjö, var en svensk lärare och präst.
Johan Forsander var son till kyrkoherden i Södra Unnaryds socken Magnus Forsander. Fadern avled 1800 och modern Johanna Maria Wernelin gifte 1801 om sig med Nils Stocke, senare kyrkoherde i Hagshults socken. 1802 inskrevs han i Växjö skola, där han blev vän med sin kusin Elias Fries, och lade här grunden till Forsanders antikvariska intresse, vilket växte sedan han lärt känna Johan Gustaf Liljegren. 1813 blev han elev vid Växjö gymnasium och samma år inskrevs han som student vid Lunds universitet. Forsander blev 1817 filosofie magister och hade då för avsikt att bli botaniker. Men genom att hans vän Elias Fries råkade i konflikt med Carl Adolph Agardh som var professor omöjliggjordes Forsanders chanser till en docentur. 1821 anställdes han i stället som lärare i naturalhistoria vid Växjö gymnasium, en tjänst han kom att kvarstå på till 1860. Sedan han 1824 prästvigts blev han även domkyrkosyssloman i Växjö. Han engagerade även på andra sätt i staden och var i slutet av 1820-talet räkenskapsförare och senare ledamot av styrelsen för Kronobergs läns sparbank, var 1828–1835 utgivare av Wexiö-Bladet, sekreterare i Kronobergs läns hushållningssällskap och ombud i Växjö stift för Svenska Bibelsällskapet. Från 1853 var han korresponderande ledamot av Kungliga Vitterhets Historie och Antikvitets Akademien.